# Anabrus
Anabrus (лат.) — род кузнечиков подсемейства Tettigoniinae из семейства настоящие кузнечики (Tettigoniidae). Встречаются в Северной Америке. Описано 5 видов. 
Anabrus simplex известен как «мормонские сверчки».

## Описание
Крупные бескрылые насекомые (длина тела около 4 см, яйцеклад самок до 3 см) от зеленовато-коричневого до чёрного цвета. Надкрылья самки соединены (или почти) и частично покрыты переднеспинкой (у близких родов надкрылья раздельные и покрыты переднеспинкой). Переднеспинка без латеральных килей в передней половине (могут быть в задней части). Простернум без шипиков. Яйцеклад самки такой же длины или длиннее, чем длина заднего бедра (у близких родов много короче длины заднего бедра).

## Распространение
Северная Америка: США, Канада.

## Таксономия
Известно 5 видов. Род был впервые описан в 1852 году американским энтомологом Самуэлем Стехманом Холдеманом (1812—1880) по типовым материалам из штата Юта (США) (первоначально монотипический). Включен в трибу Platycleidini из подсемейства Tettigoniinae.
- Anabrus caudelli Cockerell, 1908
- Anabrus cerciata Caudell, 1907[5]
- Anabrus longipes Caudell, 1907
- Anabrus simplex Haldeman, 1852
- Anabrus spokan Rehn & Hebard, 1920[6]